# Artois-i kopó
Az artois-i kopó (chien d'Artois) egy francia fajta, apróvadra, leginkább nyúlra vadásznak vele.

## Történet
Kialakulása az 1500-as évekre tehető. Neve származási helyére, az észak-franciaországi Artois-ra utal. Kopók és pointerek keresztezésével alakították ki. Tenyésztésébe később bevontak angol vadászkutyákat is, ami majdnem a fajta eredeti jellemének eltűnését eredményezte. Ennek ellenére a fajtatiszta Artois-i kopók egyedszáma az utóbbi időkben lassú növekedést mutat. 

## Külleme
Marmagassága 52-58 centiméter, tömege 18-24 kilogramm. Középtermetű, izmos testű, háromszínű falkakutya. Egyike a Franciaországban őshonos vadászfajtáknak. Sok, később kialakított, ma ismert fajta előfutára. 

## Képgaléria

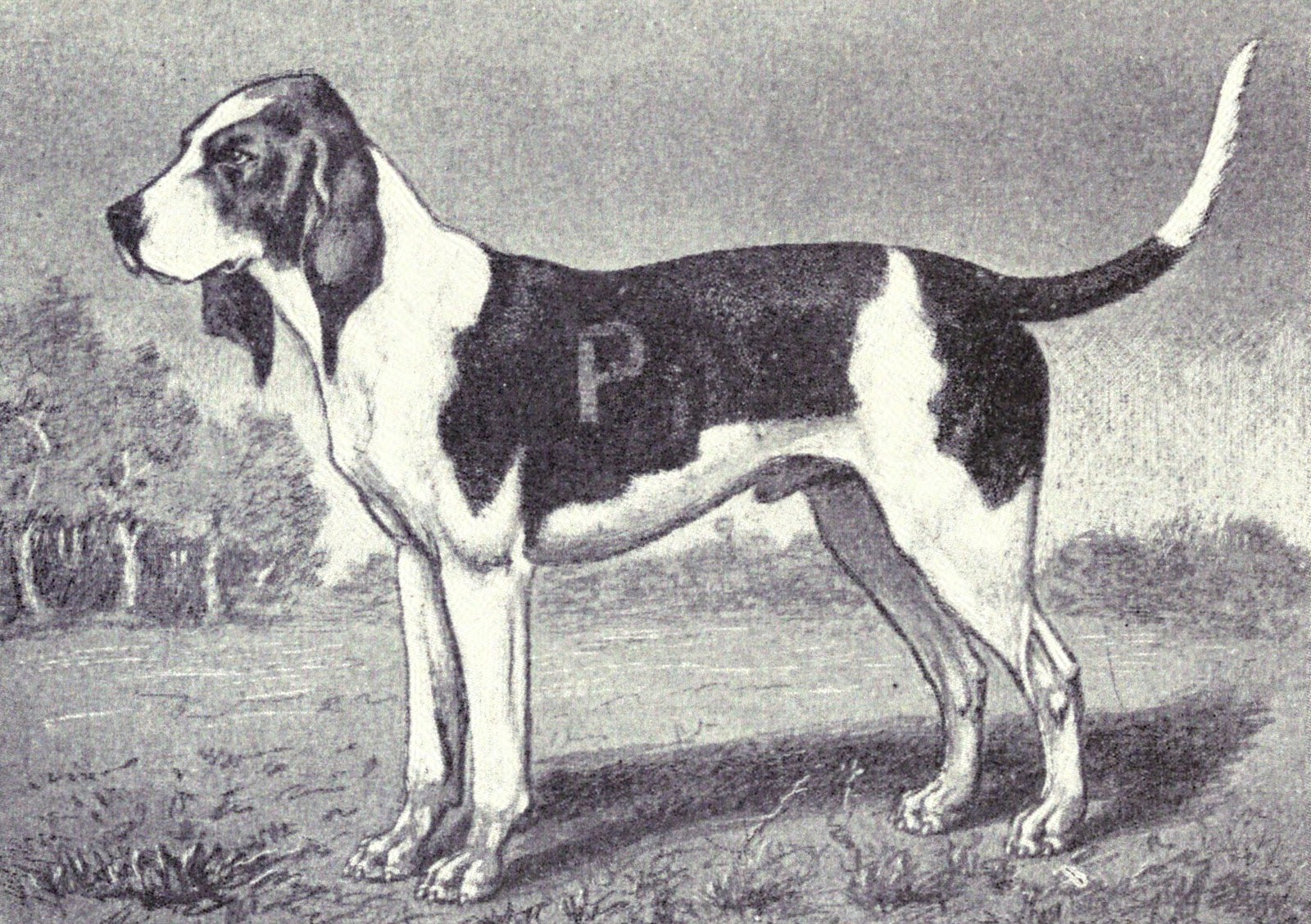

## Jelleme
Természete eleven és barátságos. 